# Northern Isles
Pour les articles homonymes, voir Îles du Nord.
Northern Isles (« Îles nordiques ») est une expression anglaise désignant une chaîne d'îles situées au large de la côte nord de l'Écosse.
Elles incluent notamment les Shetland, Fair Isle et les Orcades, parfois Stroma.